# Гудим-Левкович Павло Костянтинович
Павло Гудим-Левкович (1842, Львівка Золотоніський повіт, Полтавська губернія — 1907, Царське Село) — український аристократ. Генерал, керуючий Імператорським кабінетом Романових. Учасник війни за визволення Болгарії.

## Життєпис
Походив з козацького шляхетського роду Гудим-Левковичів Переяславського полку Гетьманщини. Землевласник Золотоніського повіту.
Син відставного штабс-ротмістра Костянтина Гудима-Левковича (1794 — 1845) і Ксенії Вітавської (1812 — 1869).
Виховувався у Київському кадетському корпусі (1859) і Костянтинівському артилерійському училищі (1860), звідки вийшов поручиком до 3-го резервного стрілецького полку з прикомандируванням до Михайлівської артилерійської академії, яку закінчив у 1862.
Звання: штабс-капітан (1863), поручик (1864), штабс-капітан артилерії (1867), капітан (1869), підполковник (1874), полковник (за відзнаку, 1875), генерал-майор (1885), генерал лейтенант (за відзнаку, 1895), генерал від інфантерії (1906).
У 1864 переведений до 142-го піхотного Звенигородського полку, а потім до 19-ї артилерійської бригади.
У 1866 прикомандирований до лейб-гвардії Преображенського полку «для випробування по службі», а в 1867 — до Дінабурзької фортечної артилерії.
У 1870, закінчивши Миколаївську академію Генерального штабу за 1-м розрядом, був зарахований до Генерального штабу і призначений старшим ад'ютантом штабу 2-ї гвардійської кавалерійської дивізії.
Потім виконував доручення при штабі військ гвардії і Петербурзького військового округу (1872—1874) і при штабі Гвардійського корпусу (1874—1876). У 1876 призначений ад'юнкт-професором Миколаївської академії на кафедрі військового мистецтва (до 1881).
З початком Російсько-турецької війни (1877 — 1878)  був відряджений до діючої армії. Входив до загону в Русе при Олександрі III, а потім при головнокомандувачі, князі Миколі Миколайовичі. Брав участь в декількох битвах проти турків. У бою при Езерджі був начальником штабу в загоні графа Воронцова-Дашкова, а при облозі Плевни знаходився в загоні румунського князя Кароля І. За бойові заслуги був нагороджений орденом Святого Володимира 4-го ступеня з мечами і бантом.
Після закінчення війни був призначений в. д. начальника штабу 2-ї гвардійської кавалерійської дивізії, через рік затверджений на посаді.
У 1880 — на посаді начальника штабу Закаспійській області на час Ахал-текінської експедиції, з залишенням на займаних посадах.
У 1881 призначений професором військового мистецтва в Миколаївську академію, через три роки — в. д. помічника начальника штабу військ гвардії і Петербурзького військового округу, з залишенням професором, в наступному році затверджений на посаді, а в 1890 — затверджений у званні заслуженого ординарного професора академії.
У 1891 призначений помічником керуючого департаментом наділів, а через два роки — керуючий Імператорським кабінетом.
У 1895 проведений в генерал-лейтенанти із затвердженням на посаді. Був членом комісії з підготовки коронаційних торжеств. Неодноразово керував міністерством Імператорського двору і наділів під час відсутності міністра. Був почесним членом конференції Миколаївської академії Генерального штабу і дійсним членом Російського географічного товариства у відділенні статистики (1894).
1 січня 1900 призначений членом Державної ради. Відображений на полотні Рєпіна «Урочисте засідання Державної ради 7 травня 1901 року».
Помер у 1907 в Царському Селі. Похований на Казанському кладовищі.

## Родина
Був одружений з Ольгою Сухомлиновою. У 1907 шлюб розірвано. Мав дітей:
- Павло (1873—1953), генерал-майор, військовий агент в Греції.
- Людмила (1886 — 1970), у шлюбі баронеса Оффенберг. В еміграції.[1]

## Нагороди

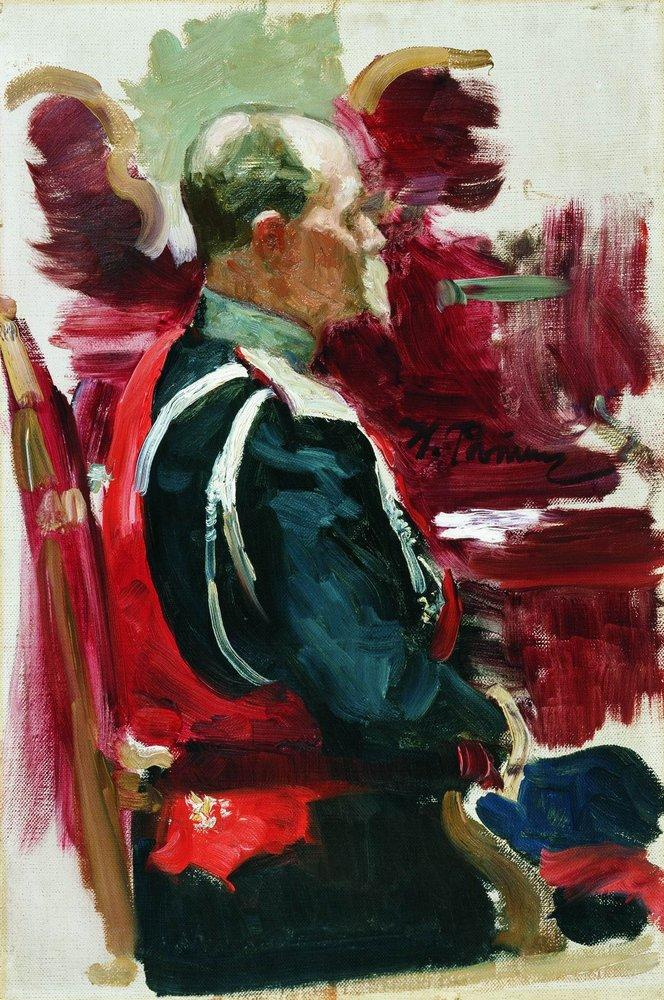
Ескіз портрета Павла Гудим-Левковича

- Орден Святої Анни 3-го ст. (1871)
- Орден Святого Станіслава 2-го ст. (1873)
- Орден Святого Володимира 4-го ступеня. з мечами та бантом (1878)
- Орден Святої Анни 2-й ст. (1881)
- Орден Святого Володимира 3-го ст. (1884)
- Орден Святого Станіслава 1-й ст. (1888)
- Орден Святої Анни 1-го ступеня. (1891)
- Орден Святого Володимира 2-й ст. (1896)
- Орден Білого Орла (1903).
- Світло-бронзова медаль «У пам'ять про Російсько-Турецьку війну 1877-1878 рр.»;
- Срібна медаль «За взяття штурмом Геок-Тепе»;
- Срібна медаль «У пам'ять царювання імператора Олександра III» ;
- Срібна медаль «В пам'ять коронації Імператора Миколи II»;
- Бронзова медаль «За походи в Середній Азії 1853-1895» (1897).

Іноземні:
- Прусський орден Корони 3-го кл. (1873);
- Австрійський орден Залізної корони 3-й ст. (1874);
- Шведський орден Святого Олафа, кавалерський знак (1875);
- Румунський хрест «За перехід через Дунай» (1878);
- Прусський орден Корони 2-й ст. із зіркою (1888);
- Чорногорський орден Князя Данила I 2-й ст. (1889);
- Австрійський орден Залізної корони 1-й ст. (1897).

## Твори
- Историческое развитие вооруженных сил в России до 1708 года. Критический разбор кампании 1708 года [Архівовано 11 червня 2020 у Wayback Machine.]. — Санкт-Петербург, 1875.
- Курс элементарной тактики: издано при содействии Николаевской академии Генерального штаба. Выпуски 1-3. — Санкт-Петербург, 1887—1890.